# Frank Walts
Frank Matson Walts (1877-1941) est un artiste peintre américain, réputé pour ses illustrations publiées dans des magazines progressistes comme The Crisis et socialistes comme The Masses.

## Biographie
Originaire de l'Indiana, diplômé de l'université Purdue en tant qu'ingénieur civil, les débuts et la vie de Frank Walts, un artiste considéré comme proche de la communauté afro-américaine du début du XXe siècle, restent méconnus ; durant les années 1910, il est possiblement très lié avec le courant renaissance de Harlem et les activités du New York Liberal Club et les dessinateurs proches d'Art Young, ancrés dans le Greenwich Village,. 
Pour autant, en 1905, il est employé comme dessinateur industriel au Sanitary District of Chicago.
Puis, sous le nom de « F. M. Walts », il livre des dessins à Town and Country (dès 1911), et expose une œuvre peinte à l'Art Institute of Chicago du 24 mars au 16 avril 1913 lors de la deuxième exposition de The International Exhibition of Modern Art (après New York, et avant Boston). En octobre-novembre suivant, il présente des dessins au New York Military Show.
En septembre 1913, il dépose un brevet pour un dispositif de réflecteur optique,. Jusqu'en janvier 1920, il travaille au Bureau of School Buildings, à New York, comme dessinateur.
Les talents d'artiste de Walts sont employés dans des magazines appartenant au courant progressiste et socialiste, et en lien avec le Parti communiste américain. Il est largement présent dans les derniers numéros de The Masses (dès mars 1914), puis dans The Liberator (1918-1924), et enfin dans New Masses, au moins jusqu'en 1935.
W. E. B. Du Bois, fondateur en 1910 de la revue The Crisis, l'embauche vers 1916 ; proche de la quarantaine, Walts y compose des couvertures et des illustrations. Du Bois souligne alors son talent et le caractère radicalement moderne de ses créations. De fait, Walts est rattaché au courant moderniste américain,.
Il collabore dans les années 1910-1930 à Wid's Independent Review of Feature Films, Good Morning (fondé par Art Young en 1919), International Communist, The New Yorker, Harper's et Collier's, et est l'auteur d'affiches entre autres pour le New York Theater Guild (i.e. The Apple Cart de George Bernard Shaw, Ford's Theatre, février 1930), le cinéma (King Vidor, Billy The Kid, MGM, 1930) et d'ex-libris.
Il meurt en janvier 1941 à Manhattan, New York et est enterré au cimetière de Lindenwood, Fort Wayne.
D'une manière générale, son travail graphique, jugé comme original et surprenant, reste largement ignoré,.

## Galerie

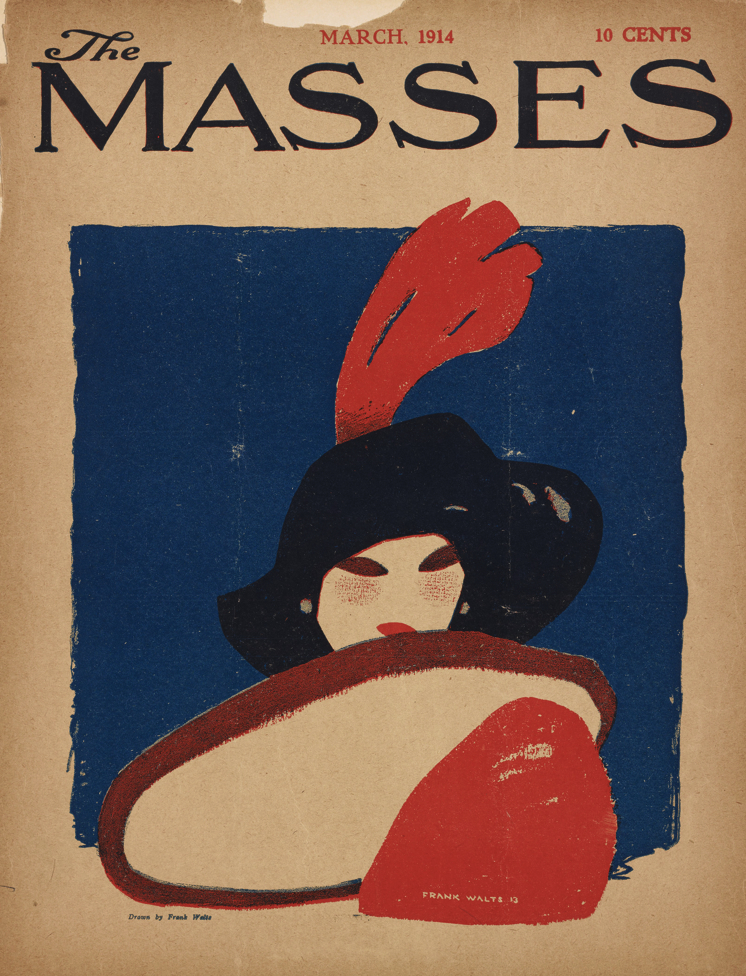
The Masses, couverture de mars 1914
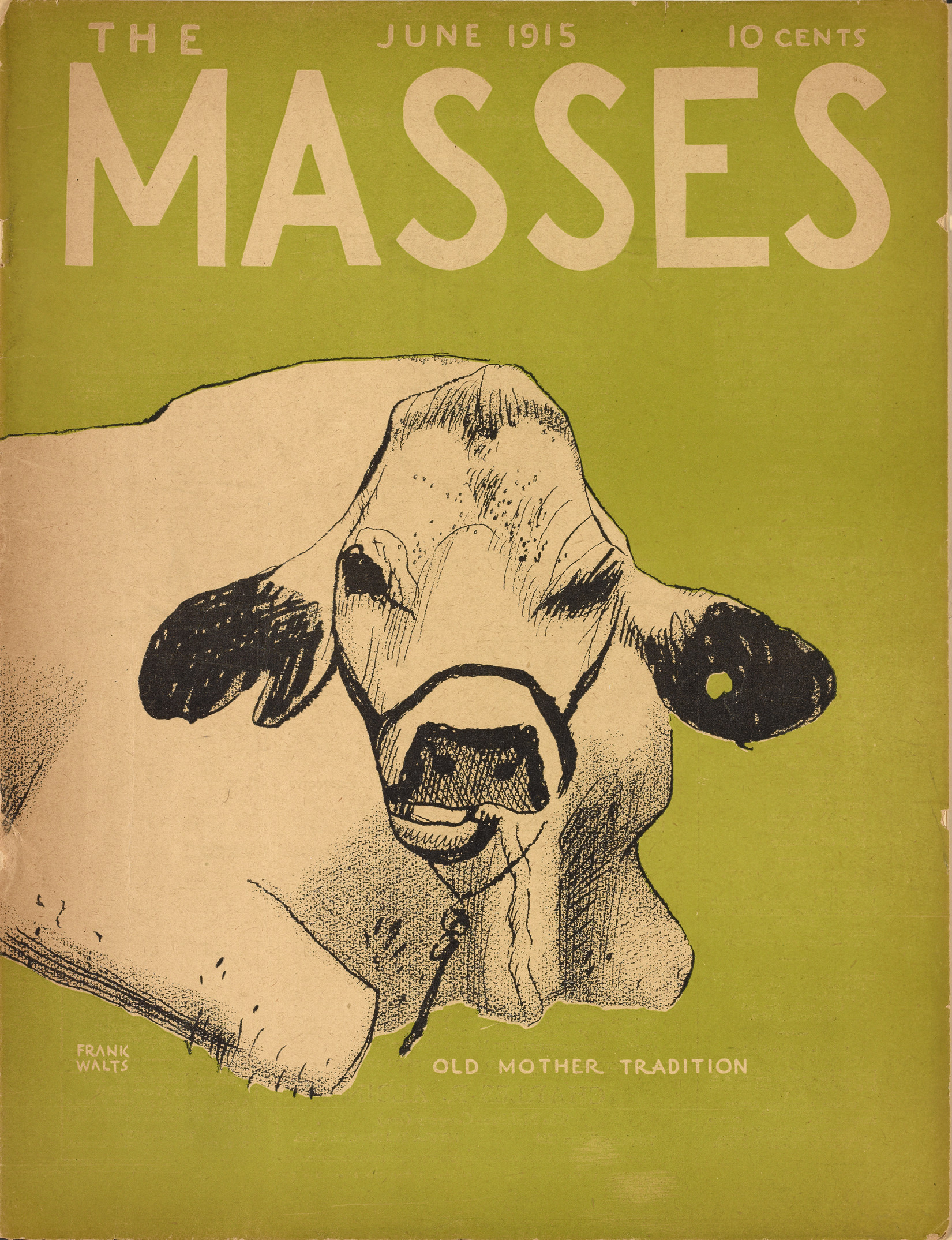
The Masses, couverture de juin 1915
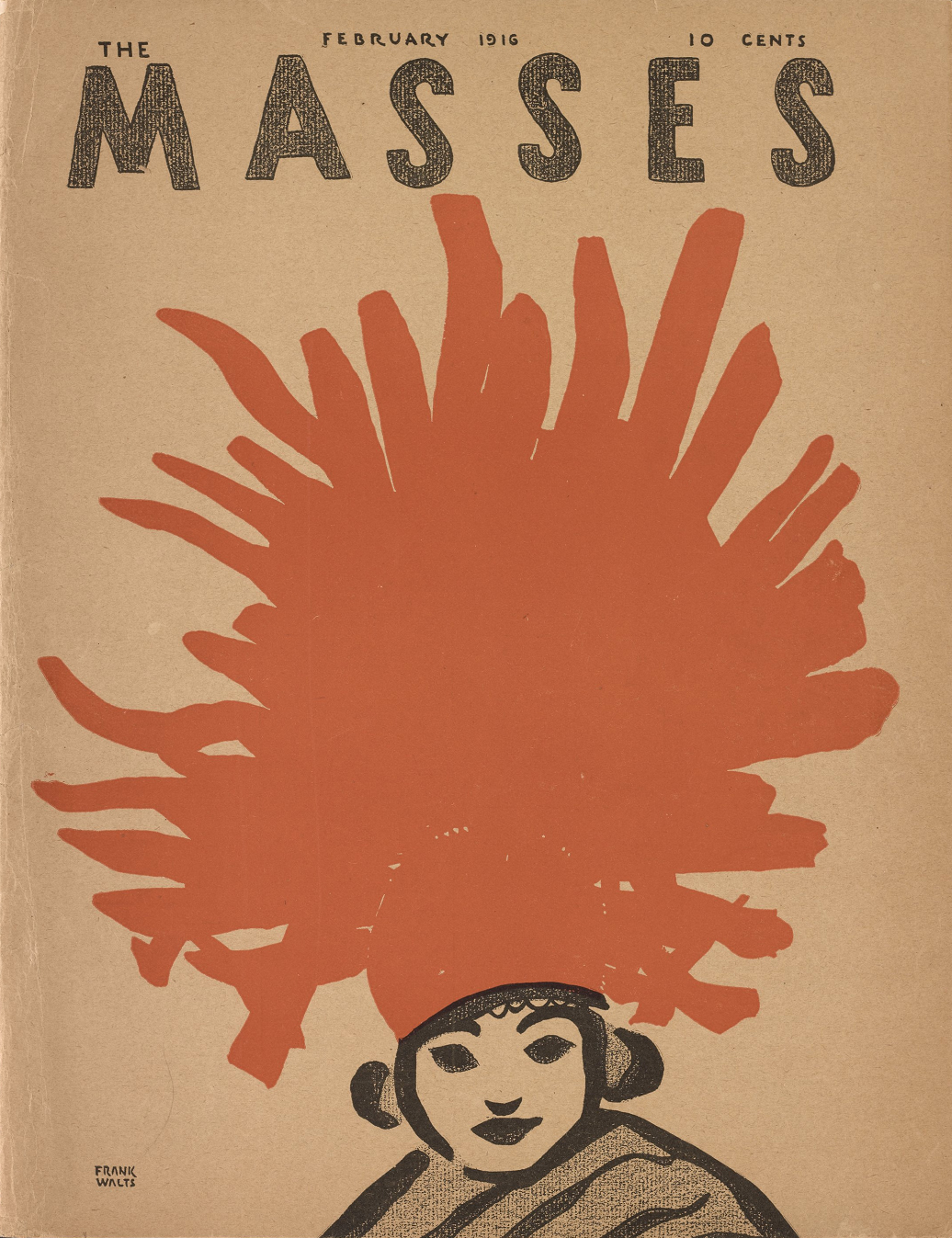
The Masses, couverture de février 1916
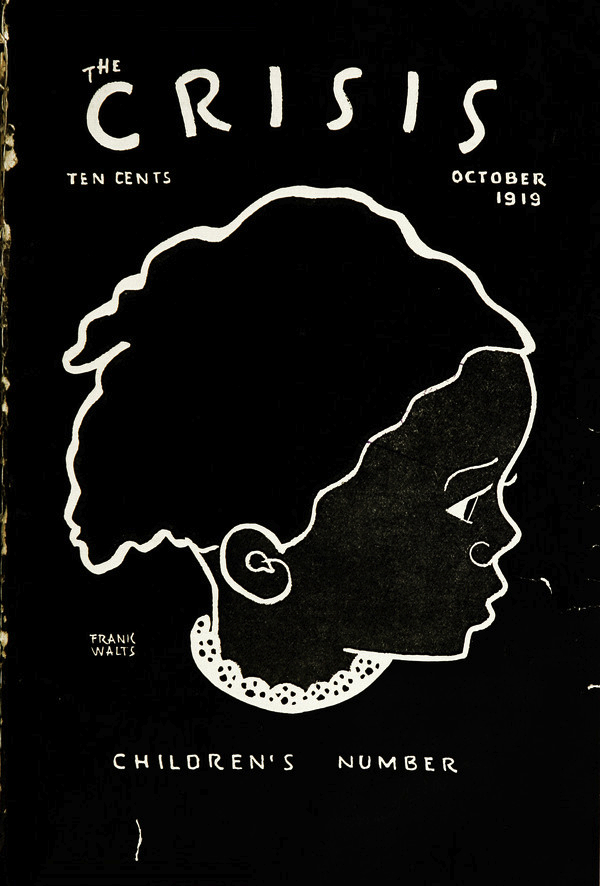
The Crisis, couverture d'octobre 1919
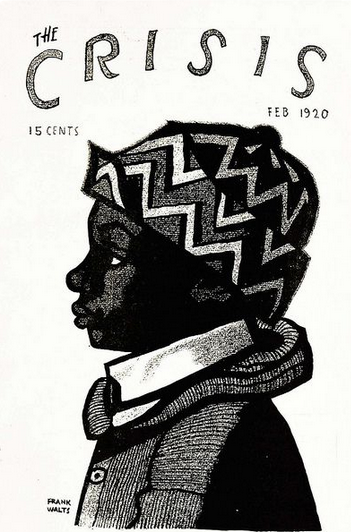
The Crisis, couverture de février 1920
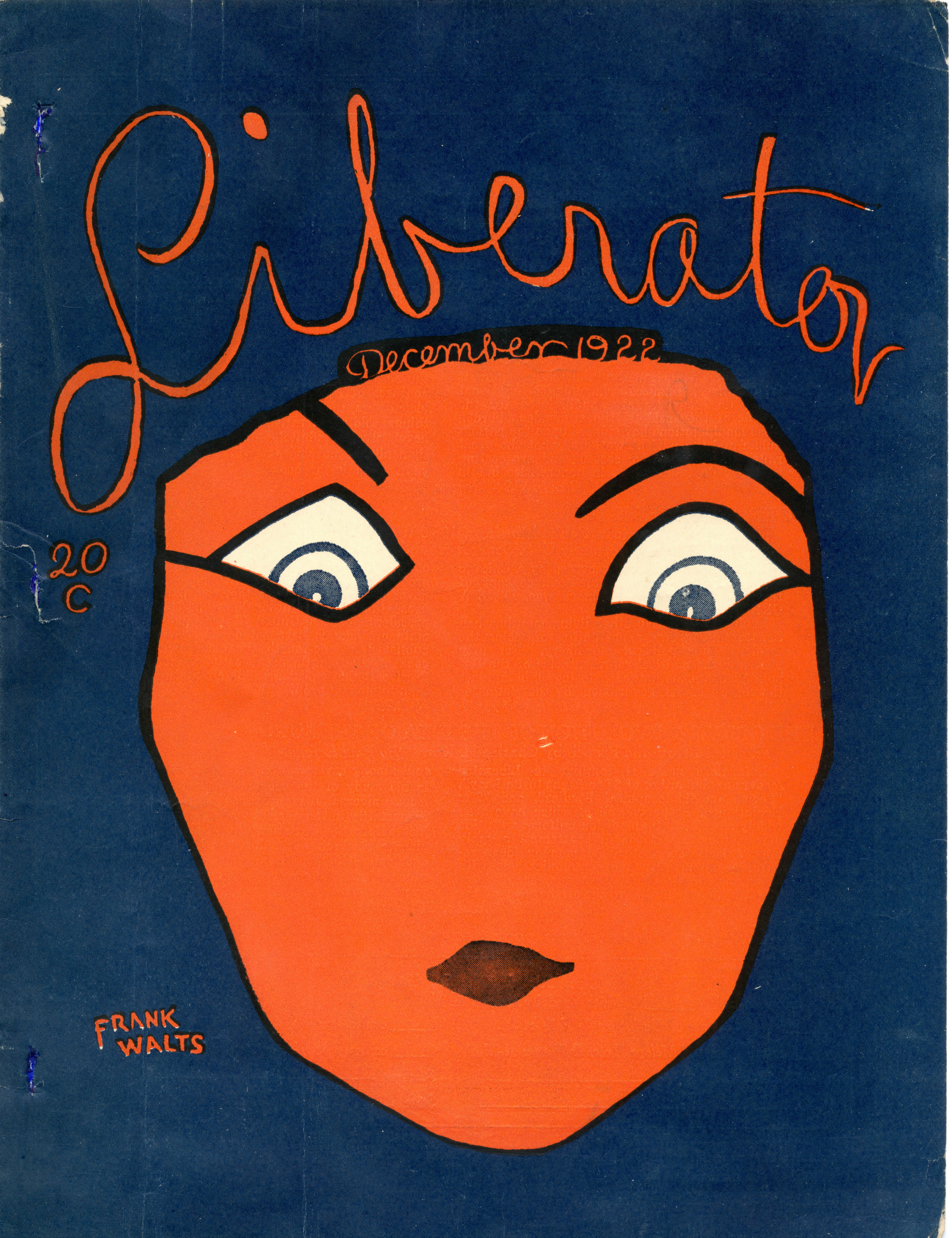
The Liberator, couverture de novembre 1922
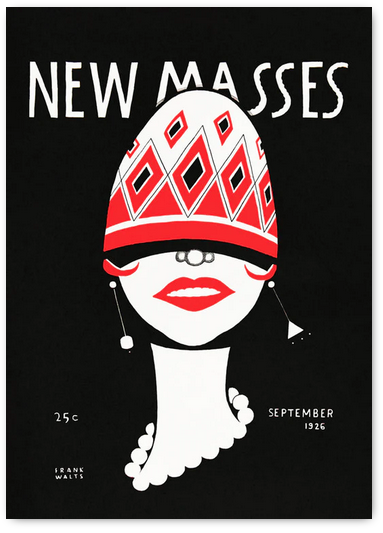
The New Masses, couverture de septembre 1926
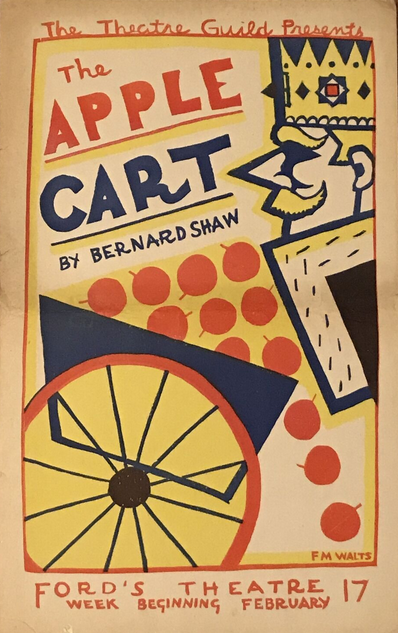
Affiche pour The Apple Cart (1930)